# Aulus Licini Nerva (tribú)
Aulus Licini Nerva (llatí: Aulus Licinius Nerva) va ser un magistrat romà del segle ii aC. Era fill d'un Gai Licini Nerva, personatge desconegut però sens dubte un romà destacat, i germà del pretor Gai Licini Nerva.
Va ser elegit tribú de la plebs l'any 178 aC i va proposar limitar el comandament del cònsol Aulus Manli Vulsó a Ístria fins a un determinat dia, ja que el volia processar per la mala direcció de la guerra.
L'any 171 aC va ser un dels tres comissionats enviats a Creta per reclutar arquers per l'exèrcit del cònsol Publi Licini Cras. El 169 aC va ser enviat, juntament amb altres persones, al Regne de Macedònia per estudiar l'estat de l'exèrcit romà en aquest país i els recursos del rei Perseu de Macedònia.
L'any 166 aC va ser pretor i després va tenir una de les dues Hispànies com a província.